# Let It Be (álbum de The Replacements)
Let it Be é o terceiro álbum de estúdio da banda americana The Replacements e, para muitos críticos e fãs, sua melhor obra, juntamente com o disco posterior, Tim.
The Replacements começou sua carreira como uma banda de punk rock, mas que gradualmente cresceu além do puro hardcore dos álbuns iniciais, como Stink, até um autentico post-harcore, mais elaborado mas sem perder a influência punk, de Let It Be e Tim, álbuns aclamados pela critica e pelos fãs.
Peter Buck do R.E.M. foi originalmente cotado para produzir o álbum. Buck confirmou posteriormente que a banda iria considerá-lo como um produtor possível, mas quando eles se encontraram em Athens, Geórgia, a banda ainda não tinha material suficiente e, desta forma, ele acabou não participando integralmente do projeto mas tocou guitarra em uma das faixas, "I Will Dare".

## Faixas
Todas as faixas escritas por Paul Westerberg exceto as anotadas.
| Críticas profissionais | Críticas profissionais |
| Avaliações da crítica  | Avaliações da crítica  |
| Fonte                  | Avaliação              |
| ---------------------- | ---------------------- |
| Robert Christgau       | A+                     |
| allmusic               | 5 de 5 estrelas.       |

Lado A
1. "I Will Dare" – 3:18
2. "Favorite Thing" (Westerberg, Tommy Stinson, Bob Stinson, Chris Mars) – 2:19
3. "We're Comin' Out" (Westerberg, Stinson, Stinson, Mars) – 2:21
4. "Tommy Gets His Tonsils Out" (Westerberg, Stinson, Stinson, Mars) – 1:53
5. "Androgynous" – 3:11
6. "Black Diamond" (Paul Stanley) – 2:40

Lado B
1. "Unsatisfied" – 4:01
2. "Seen Your Video" – 3:08
3. "Gary's Got a Boner" (Westerberg, Stinson, Stinson, Mars) – 2:28
4. "Sixteen Blue" – 4:24
5. "Answering Machine" – 3:40

Faixas bônus da reedição de 2008
1. "20th Century Boy" (Marc Bolan) – 3:56
2. "Perfectly Lethal" (Outtake) – 3:30
3. "Temptation Eyes" (Outtake) (Price, Walsh) – 2:30
4. "Answering Machine" (Solo Home Demo) – 2:43
5. "Heartbeat — It's a Lovebeat" (Outtake — Rough Mix) (Hudspeth, Kennedy) – 2:55
6. "Sixteen Blue" (Outtake — Alternate Vocal) – 5:08

## Créditos
The Replacements
- Chris Mars – bateria, vocal.
- Bob Stinson – guitarra
- Tommy Stinson – baixo
- Paul Westerberg – vocal, guitarra, piano, bandolin em "I Will Dare".

Músicos adicionais

- Peter Buck – guitarra solo em "I Will Dare"